# Vlastimil Pinkas
Vlastimil Pinkas (* 6. června 1924 Bratislava) je český dirigent a hudební skladatel.

## Život
Maturoval na gymnáziu v Brně a studoval dirigování a skladbu na brněnské konzervatoři. Byl žákem Bohumíra Lišky a Jaroslava Kvapila. Byl přijat na Janáčkovu akademii múzických umění v Brně, ale studia nedokončil a stal se korepetitorem a asistentem dirigenta Iši Krejčího u olomoucké opery.
V roce 1951 odešel do Prahy a působil nejprve jako šéf orchestru Městských divadel pražských, poté Armádního uměleckého divadla. Odtud společně s Emilem Františkem Burianem odešel do obnoveného divadla D 34. Od roku 1962 nahrával pro Gramofonové závody.
Jako skladatel se zaměřil na filmovou hudbu a scénickou hudbu pro divadlo. Zkomponoval pouze několik samostatných skladeb.

## Dílo

### Scénická hudba
- Miroslav Rutte: Román, jenž jsme zapomněli
- Boris Lavreněv: Za ty, kdo na moři
- Jiří Mahen: Jánošík
- Batěk: Pohádka o písmenech
- Maxim Gorkij: Měšťáci
- Alexej Simukov: Vrabčí hory
- Anton Pavlovič Čechov: Tři sestry
- Molière: Tartuffe
- Ivan Andrejevič Krylov: Modes Robes
- Ašach Tokajev: Pět ženichů na jedné svatbě
- Josef Kajetán Tyl: Krvavé křtiny
- Jaroslav Hašek: Pan Kobkán vdává dceru
- Alois Jirásek: Psohlavci
- Nikolaj Fjodorovič Pogodin: Muž s puškou
- Václav Jelínek: Skandál v obrazárně
- Jaroslav Hašek: Dobrý voják Švejk
- Náš Halas (pásmo)
- Maxim Gorkij: Vassa Železnovová
- Bertold Brecht: Jedinou řečí
- Michal Štemr: Šipky k domovu
- Vladimir Vladimirovič Majakovskij: Štěnice
- William Shakespeare: Večer tříkrálový
- Vítězslav Nezval: Depeše na kolečkách

### Filmová hudba
- Psohlavci (1955)
- Cesta do pravěku (1955)
- Čertova nevěsta (TV inscenace, 1975)
- Princ Chocholouš (TV film, 1974)
- Skapinova šibalství (TV inscenace, na motivy J. B. Lullyho, 1980)
- O ptáku Ohniváku (TV inscenace, 1980)

### Jiné skladby
- Leporello (dechový kvintet)
- Sinfonietta giubilosa
- Suita pro komorní orchestr